# 壺のある静物
『壺のある静物』（つぼのあるせいぶつ、西: Bodegón con cacharros, 英: Still Life with Pots）は、スペインのバロック絵画の巨匠フランシスコ・デ・スルバランによる数少ない静物画を代表する作品で、1658-64年に制作された。2点のヴァージョンのうちのオリジナルは現在プラド美術館にあり、1940年にコレクターのフランセスク・カンボー氏から寄贈された。カンボー氏はまた、現在バルセロナのカタルーニャ美術館にある作品（2作目であるコピー）を収集した。

## モティーフ
机あるいは棚と思われる台の上に、４つの器が並んでいる。左からピューターの盆に載った銀メッキ製の茶碗、白く光沢のある表面から「カスカロン・デ・ウエボ」 (cascaron de huebo=卵の殻) と呼ばれるトリアナ (セビーリャ市内の一区画) 製の素焼きの水壺、スペインが占拠した新大陸、おそらくメキシコからもたらされた芳香粘土壺、そしてやはりピューターに載ったトリアナ製水壺である。闇の中の一条の光がこれらの器を照らし出し、それらの色と質感を浮かび上がらせている。
トリアナ製の水壺はセビーリャのあるアンダルシア地方では一般的に見られたものであり、壺から出る気化熱によって中の水を冷やす機能があった。乾燥した気候のアンダルシア地方では、水を保存する容器は生活必需品であった。一方、赤い芳香粘土壺はアンダルシはではあまり一般的ではなく、カスティーリャ地方に限定されていたとすれば、本作はスルバランがマドリードを訪れた1634年以降に描かれたと思われる。1650年以降の作とみられる画家の『受胎告知の聖母』(個人蔵) にも、本作中の右端の壺と同じ壺が描かれていることやモデリングの柔らかさから、本作は近年、スルバランの晩年の作と見なされている。

## 特徴
本作は、スペイン黄金世紀の典型的なボデゴン (スペインの静物画および厨房画) の１つと見なされてきた。また、スルバランの物体の本質に対する関心や幾何学的厳正さへの傾倒を示すものと考察されてきた。しかし、本作はスペイン静物画の歴史の中では例外的な作品であり、遠近法や幾何学の法則に反する要素も含んだ作品なのである。スルバランは、実際にこれらの器を並べて見たままに描いたのではない。４つの器には左上から光が当たっているにもかかわらず、器の側面にその影は映し出されていない。また、両端の器は中央の２つの器より高い視点から描かれている。画家はこれらを計算した上で、一見すると簡素極まりない構図に作り上げたのである。
本作でもっとも特徴的なのは、時間を示す要素が欠如していることである。静物画では通常、花や食材によって、この世のすべてのものが時間とともに移りゆくことが示される。頭蓋骨や時計といったモティーフも表現されることが多い。しかし、本作は時間を超越している。
本作で時間的なものを示すのは光のみである。そのような特異な作品がスペイン静物画の典型のように見なされてきたのは作品の質の高さと知名度以外に、伝統的な美術史観によっている。すなわち、17世紀以降のスペインの静物画は物の本質を探究する性格を持っており、17世紀のイタリア美術やフランドル絵画の豊饒な静物画やオランダ黄金時代の絵画の豪華な静物画などとは異なっているという見方である。実際、スペインの静物画は多様性を持っており、他の国の静物画から隔絶しているわけではない。スルバランの静物画は、そのスペイン静物画の中で独自の輝きを持ったものといえる。
陶器をモティーフとしているところから、本作をセビーリャの聖人である聖フスタと聖ルフィーナと結び付ける説もある。しかし、象徴的な意味を持つ作品ではないという見方が支配的であり、画家が意図したのは何の変哲もないモティーフを神秘的に描くことだったと思われる。その画面には触覚的ともいえる静けさが表されている。